# Thomas Martin
Thomas Martin és un paleontòleg alemany, notable pel seu treball en el camp de la mastologia. De fet, és el director de la secció de mastologia de l'Institut de Recerca Senckenberg. Sol encarregar-se d'analitzar els últims descobriments de mamífers prehistòrics, com ara Castorocauda lutrasimilis.